# Коробчатий змій

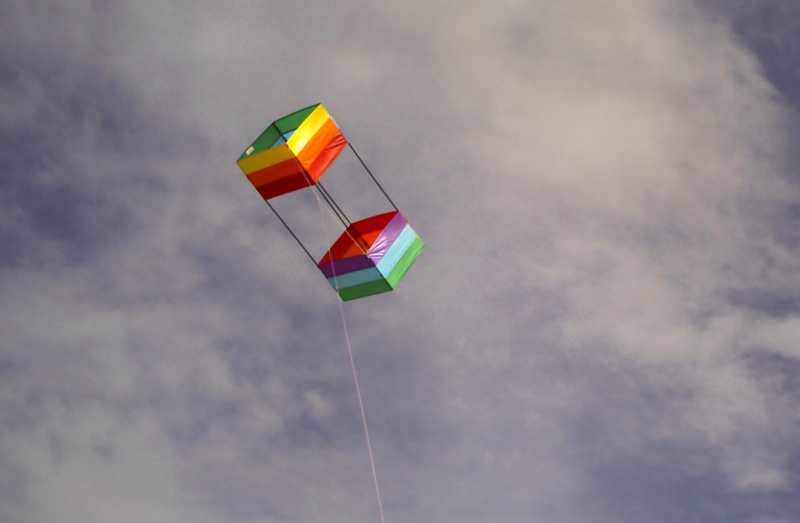
Коробчатий змій у польоті

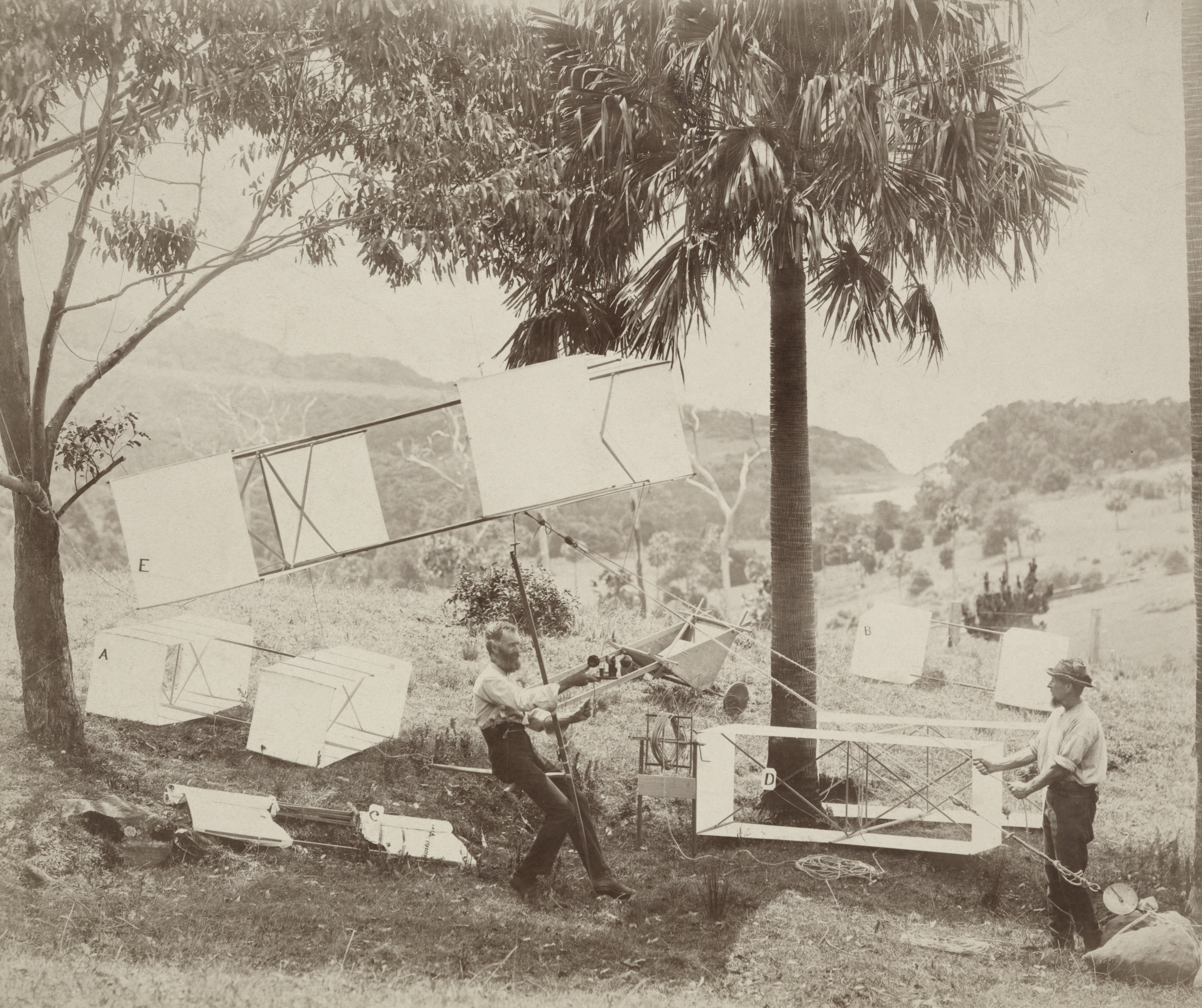
Лоуренс Харгрейв (ліворуч) і Свейн демонструють змія Харгвея

Коробчатий змій — повітряний змій, побудований у вигляді коробки. Винайдений австралійським інжннером і винахідником Лоуренсом Харгрейвом у 1895 році.
Моделі цього типу зміїв зазнали розвитку на рубежі XIX і XX століть, ставши прототипами пізніших конструкцій.

## Конструкція

Конструкція коробчатого змія

Змій складається з каркаса, утвореного чотирма поздовжніми ребрами паралелепіпеду і скріплених хрестовидними розпірками. Поздовжні ребра несуть два прямокутних крила. Вертикальна розпірка під час польоту зазнає навантаження на розтягування, тому часто дублюється додатковою стяжкою.
Існує модифікована версія змія з додатковими боковими трикутними крилами, які кріпляться на бокові поздовжні рейки і розносять передньою горизонтальною рейкою хрестовини.
В проєкції «ніс-хвіст» змій має форму ромба, зазвичай — з видовженою горизонтальною діагоналлю. Співвідношення ширини носової та хвостової несучих поверхонь встановлюють у діапазоні від 1:1 до 2:1.
В конструкції змія можуть застосовуватись одно- або багатоточкові кріплення вуздечки.

## Характеристики
Змій має порівняно високу вантажопідйомність з одиниці поверхні крила порівняно з плоскими зміями. Зображений на ілюстрації змій Лоуренса Харгрейва був здатен підняти свого винахідника на висоту близько 5 м.
Призначений для помірного і сильного вітру. Характеризуються доброю стабільністю польоту.